# Hohenthal (Adelsgeschlecht)

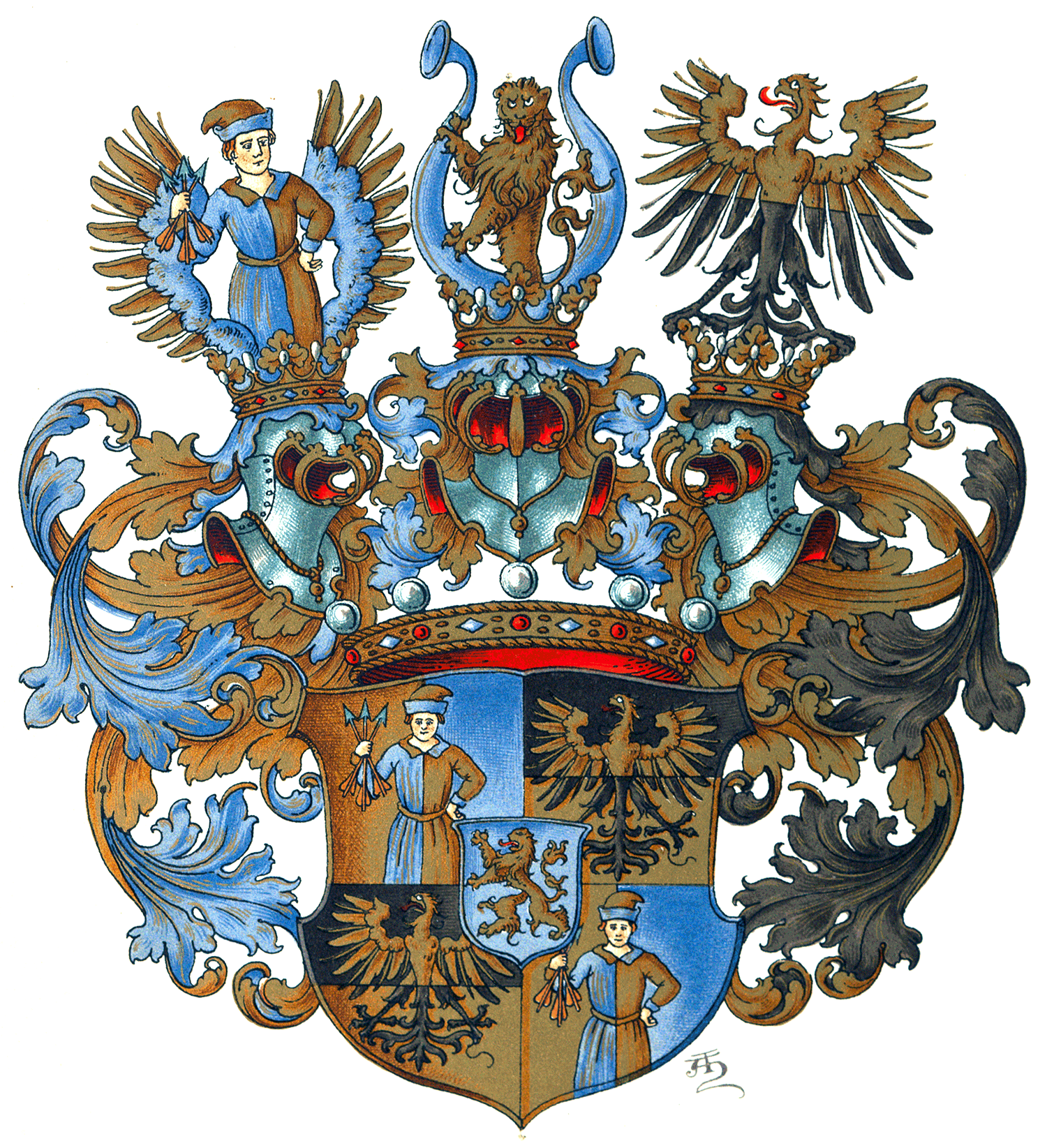
Wappen der Grafen von Hohenthal

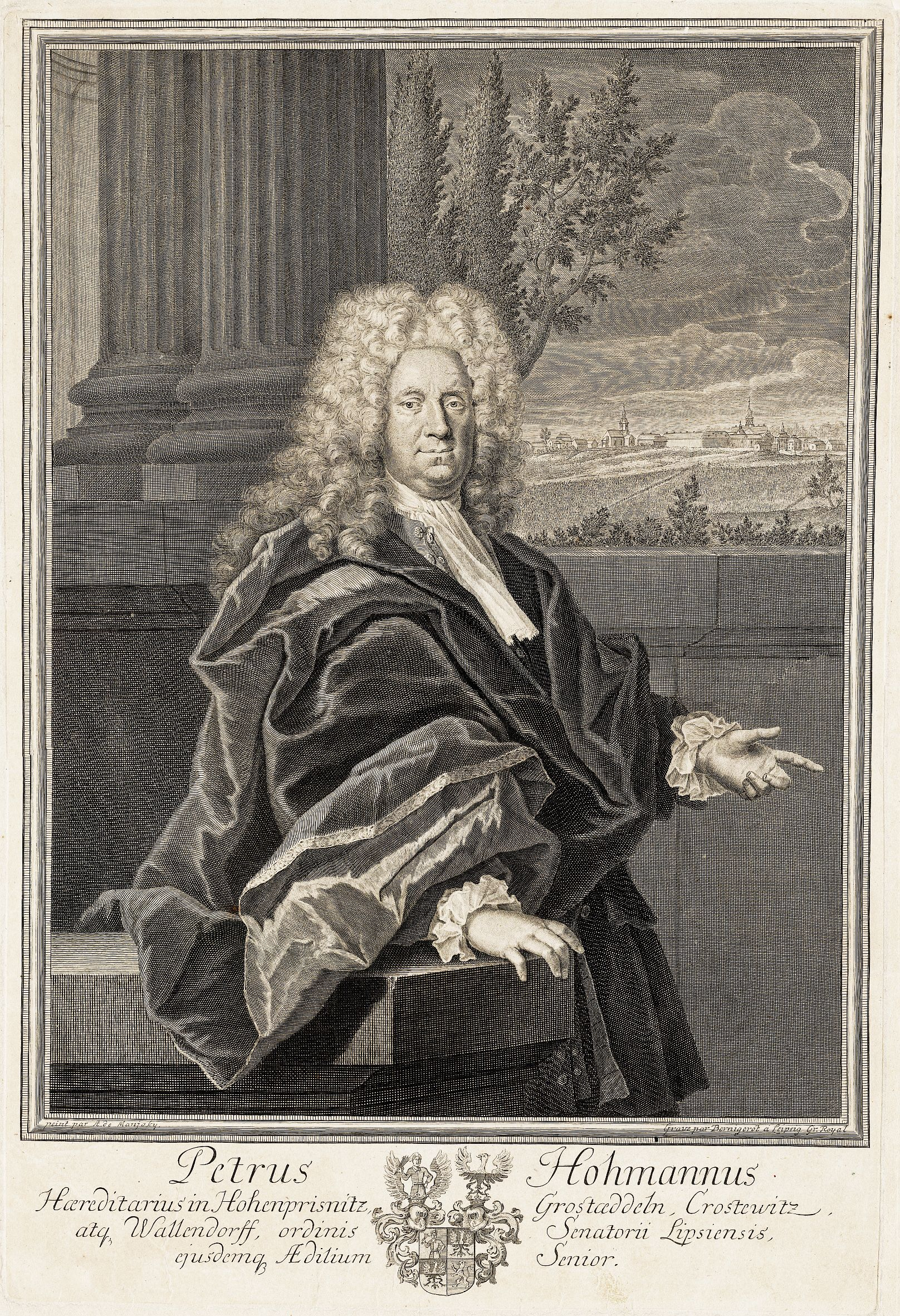
Peter Hohmann (1663–1732), 1717 Edler von Hohenthal, Stammvater des Adelsgeschlechts

Hohenthal ist der Name eines 1717 nobilitierten Briefadelsgeschlechts mit ursprünglichem Namen Hohmann. 1733/36 wurde der wohlhabende Leipziger Kaufmann Peter Hohmann zum Edlen von Hohenthal erhoben, seine Söhne erlangten 1733 den Reichsfreiherrenstand. Die Familie erwarb in Sachsen zahlreiche Güter, ihre Mitglieder nahmen im sächsischen Staatsdienst oft hohe Ämter ein. 1790 wurde das Gesamtgeschlecht in den Reichsgrafenstand erhoben.

## Geschichte

### Herkunft
Die Stammreihe der Familie beginnt mit Adam Homann († 1632), Handwerksmeister zu Könnern, der ab dem Jahre 1611 urkundlich erscheint. Sein Enkel Peter Hohmann, geboren am 26. Juli 1663 in Könnern, war der Stammvater des adligen Zweiges. Er erwarb als Kaufmann in Leipzig Reichtum und wurde königlich-polnischer und kurfürstlich-sächsischer Rat. So besaß er mehrere Rittergüter, unter anderem Hohenprießnitz, Crostewitz (durch Tagebau Espenhain überbaggert), Großstädteln, Kleinstädteln (heute Ortsteile von Markkleeberg), Großdeuben, Probstdeuben (heute Ortsteil von Großdeuben), Wallendorf (Luppe) und Lichte (Wallendorf) (ab 1709). Am 2. März 1717 zu Wien erhielt er den Reichsritterstand mit dem Titel Edler von Hohenthal und einer Wappenbesserung. Peter Hohmann starb am 2. Januar 1732.

### Ausbreitung und Linien
Die drei jüngeren Söhne von Peter Hohmann und seiner Frau Gertrud Sabina geborene Koch, Carl Ludwig, Theodor August und Georg Wilhelm, die das väterliche Adelsprädikat noch nicht führten, baten später das Hofmarschallsamt zu Dresden um eine Bestätigung des Reichsadels. Die kurfürstlich-sächsische Anerkennung erfolgte am 27. Mai 1732. Alle drei erhielten am 2. November 1733 zu Wien den Reichsfreiherrenstand mit der Anrede Wohlgeboren. Ihre drei älteren Brüder Peter, königlich-polnischer und kurfürstlich-sächsischer geheimer Kriegsrat, Johann Friedrich, königlich-polnischer und kurfürstlich-sächsischer Oberhofgerichts-Assessor und Christian Gottlieb Edler von Hohenthal, Fürnehmen des Rates zu Leipzig, wurden am 22. September 1736 zu Wien in den Reichsfreiherrenstand mit der Anrede Wohlgeboren erhoben.
Von den sechs Brüdern konnten nur Peter, Christian Gottlieb und Carl Ludwig den Stamm fortsetzen. Die Linie von Carl Ludwig starb mit dem Tod seines Sohnes Friedrich Wilhelm, Herr auf unter anderem Großstädteln, Probstdeuben und Crostewitz, am 21. August 1819. Die Linie von Peter Freiherr von Hohenthal, erlosch mit Alfred Graf von Hohenthal am 16. November 1860 im Mannesstamm. Nur die Linie von Christian Gottlieb Freiherr von Hohenthal (1701–1763) konnte den Stamm bis heute fortsetzen. Seine Nachkommen begründeten die Häuser zu Püchau, Dölkau (mit Altranstädt) und Knauthain. Die Püchauer Linie erwarb 1822 die Burg Mühltroff, welche bis 1945 in ihrem Besitz blieb. Die Dölkauer Linie erwarb 1821 Schloss Lauenstein, das bereits 1826 an die Püchauer Linie überging und ebenfalls bis 1945 in deren Besitz blieb. Das Rittergut Löbnitz bei Groitzsch erwarb Christian Gottlieb Graf von Hohenthal im Jahr 1819. Es blieb bis zur Enteignung 1945 im Besitz der Püchauer Linie.

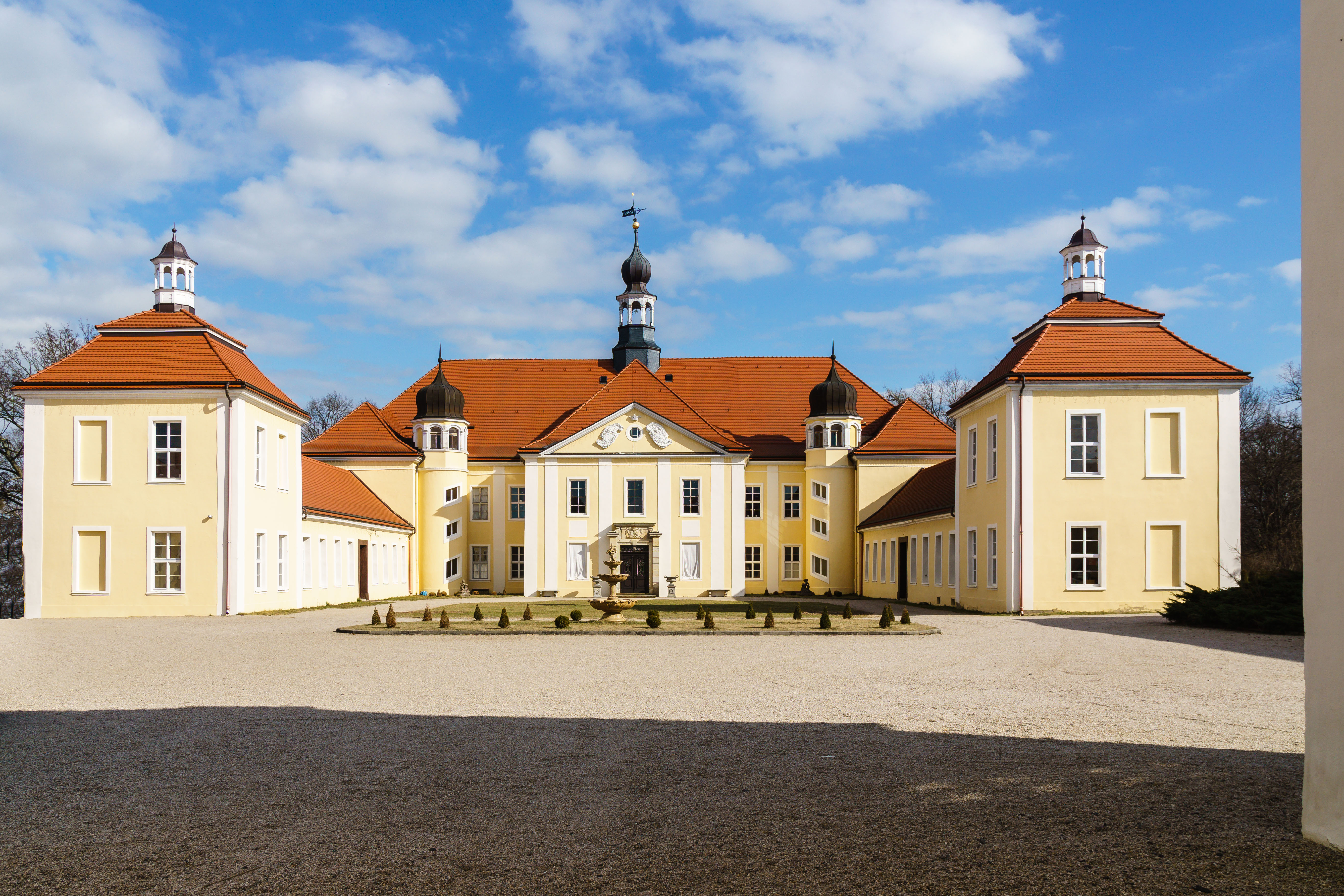
Schloss Hohenprießnitz
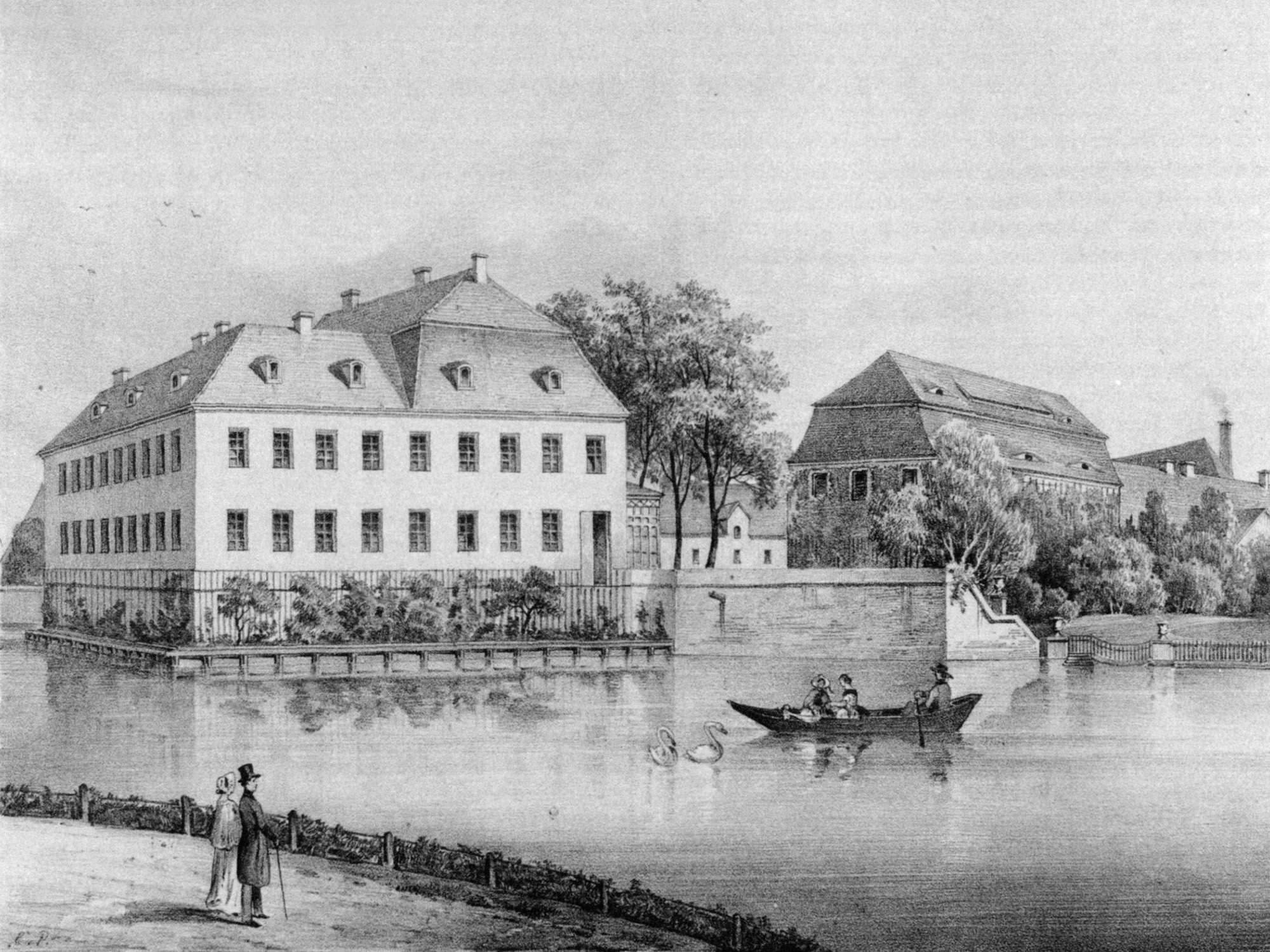
Rittergut Crostewitz
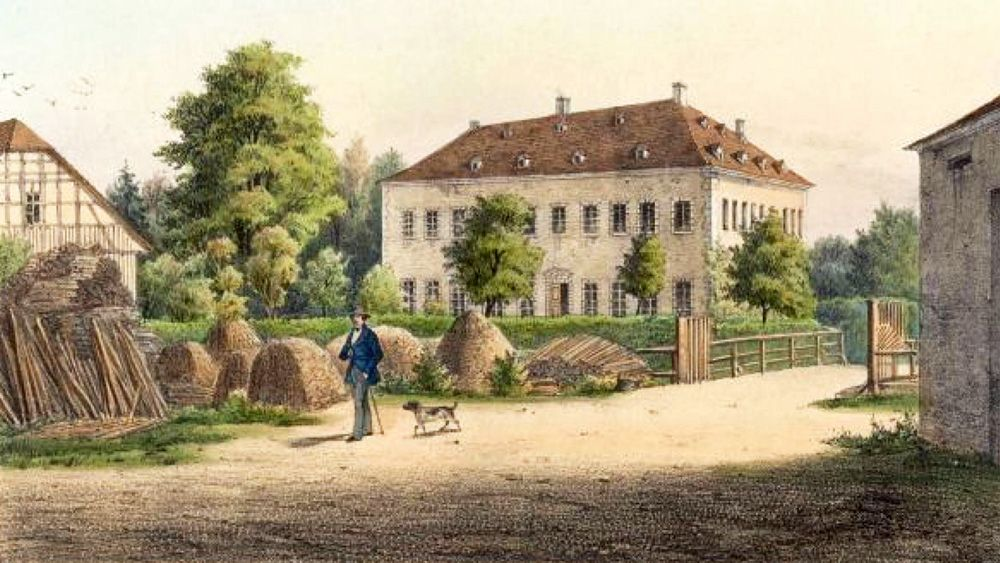
Rittergut Großstädtein
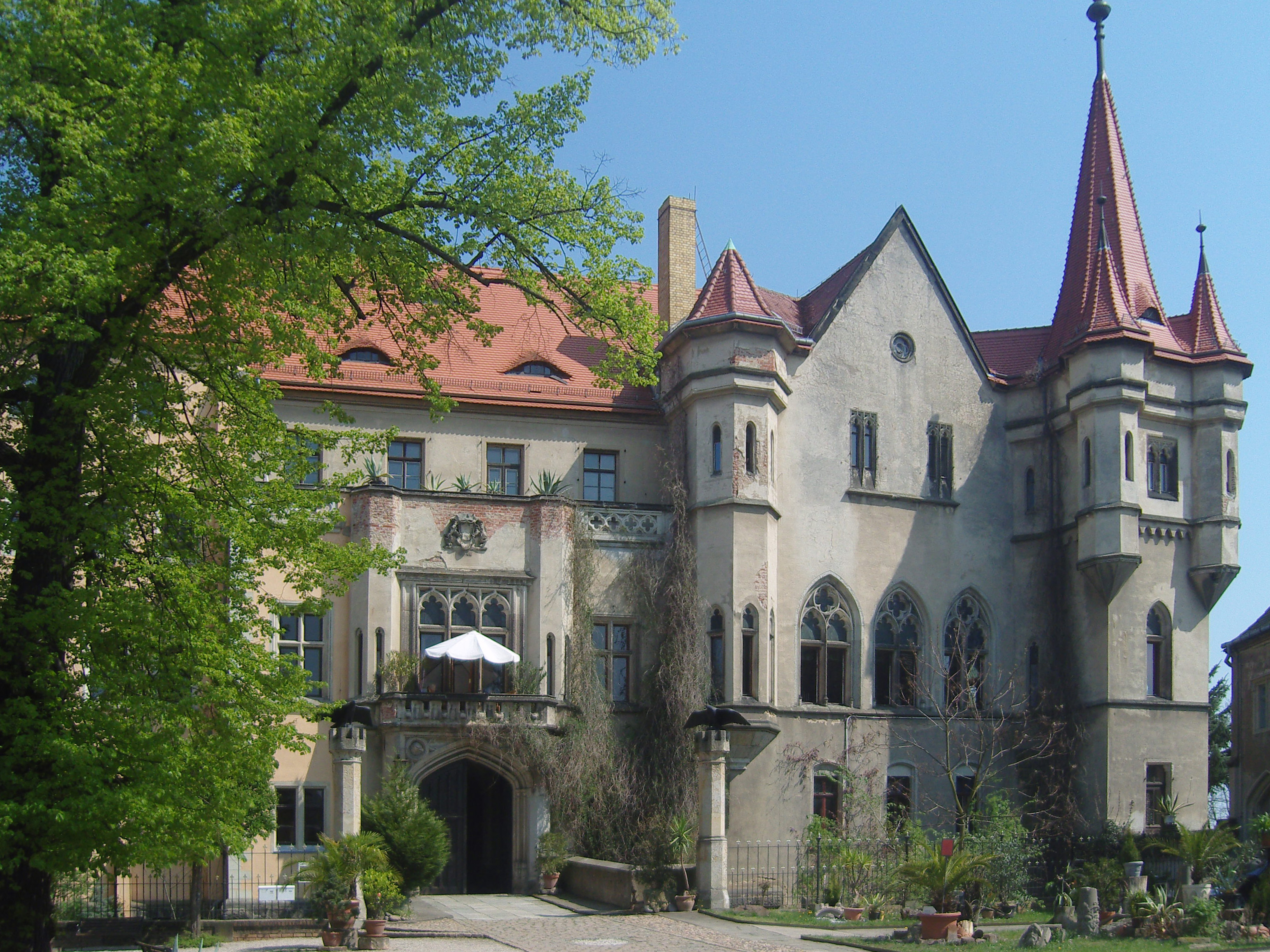
Schloss Püchau
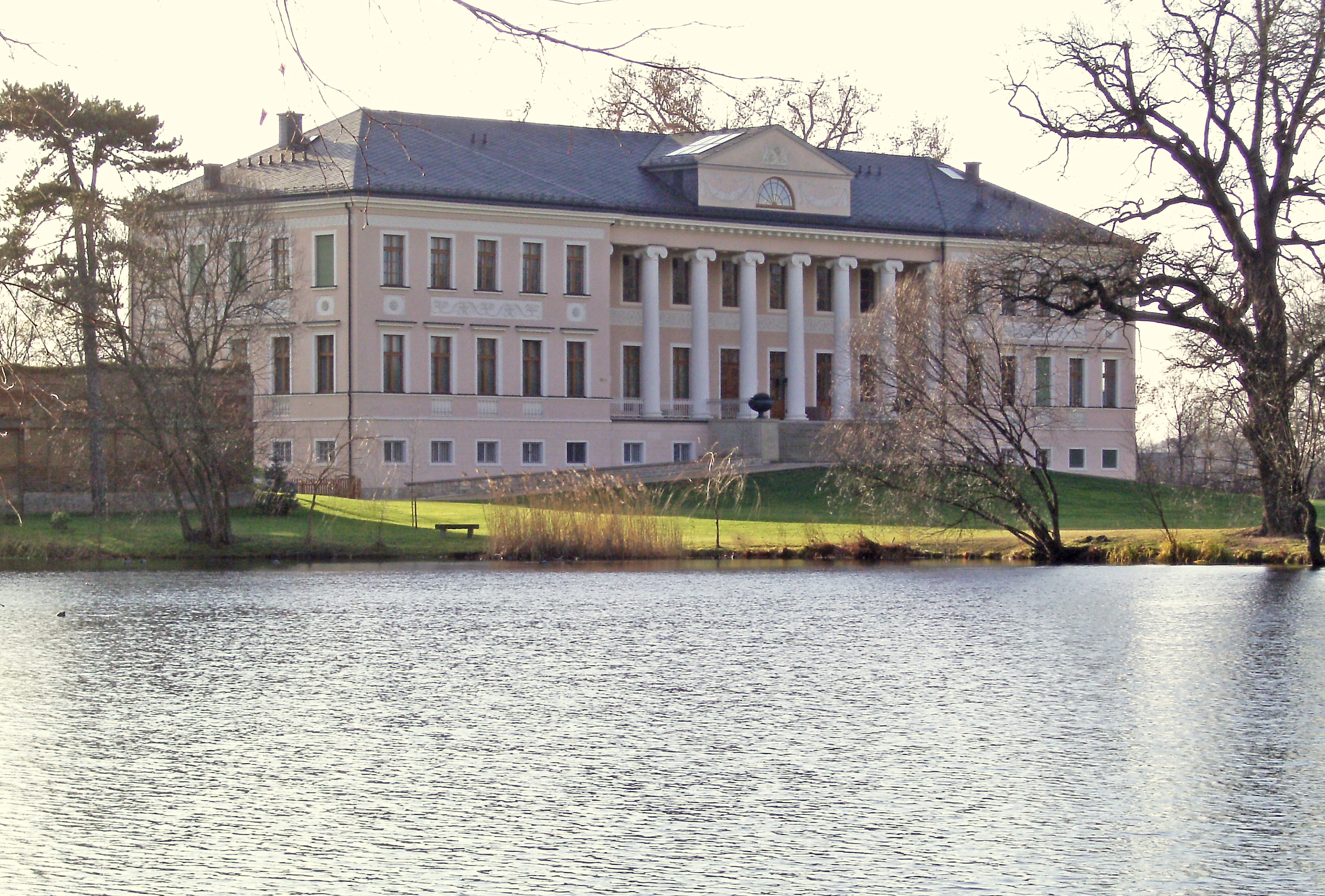
Schloss Dölkau
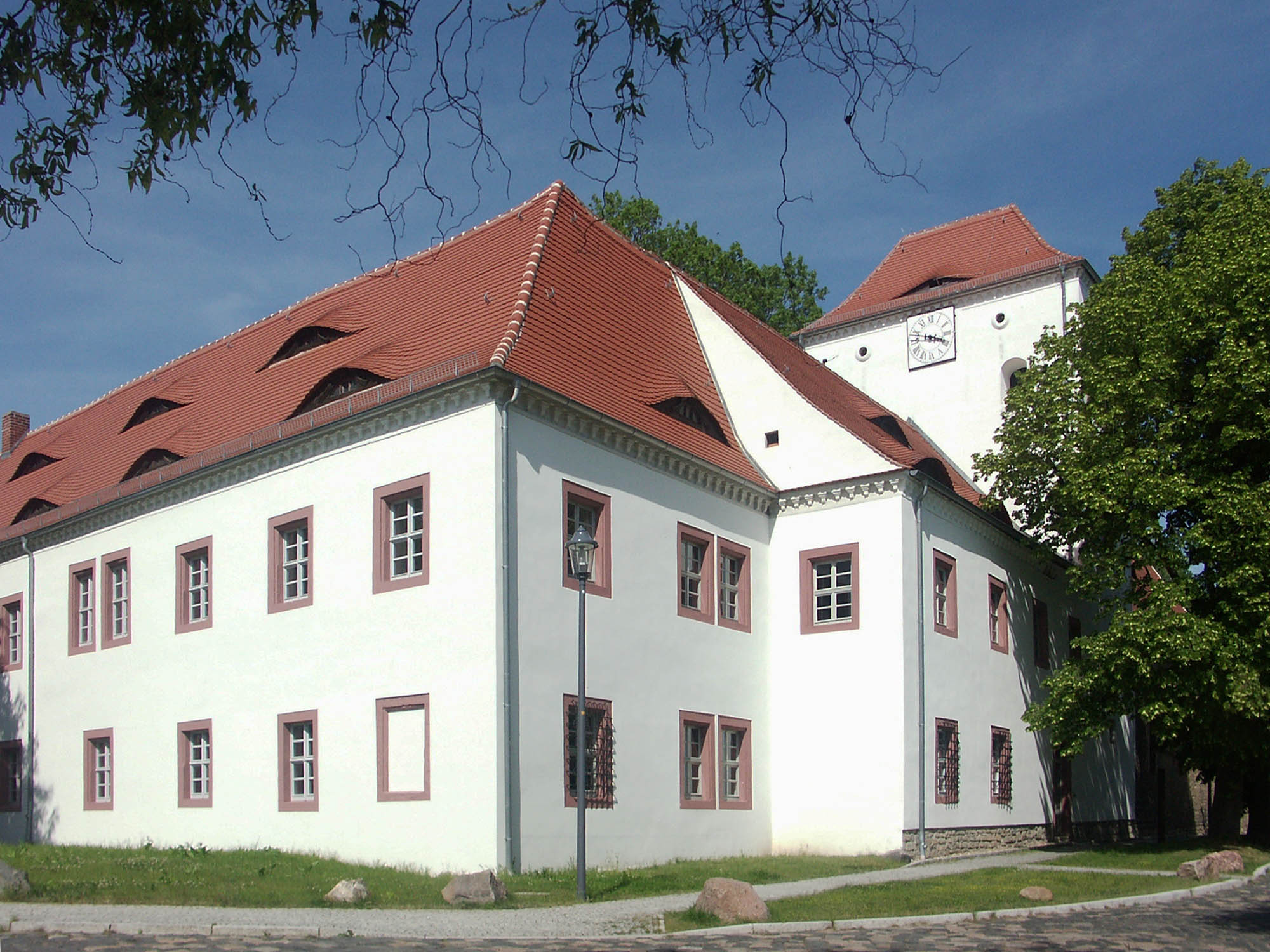
Schloss Altranstädt
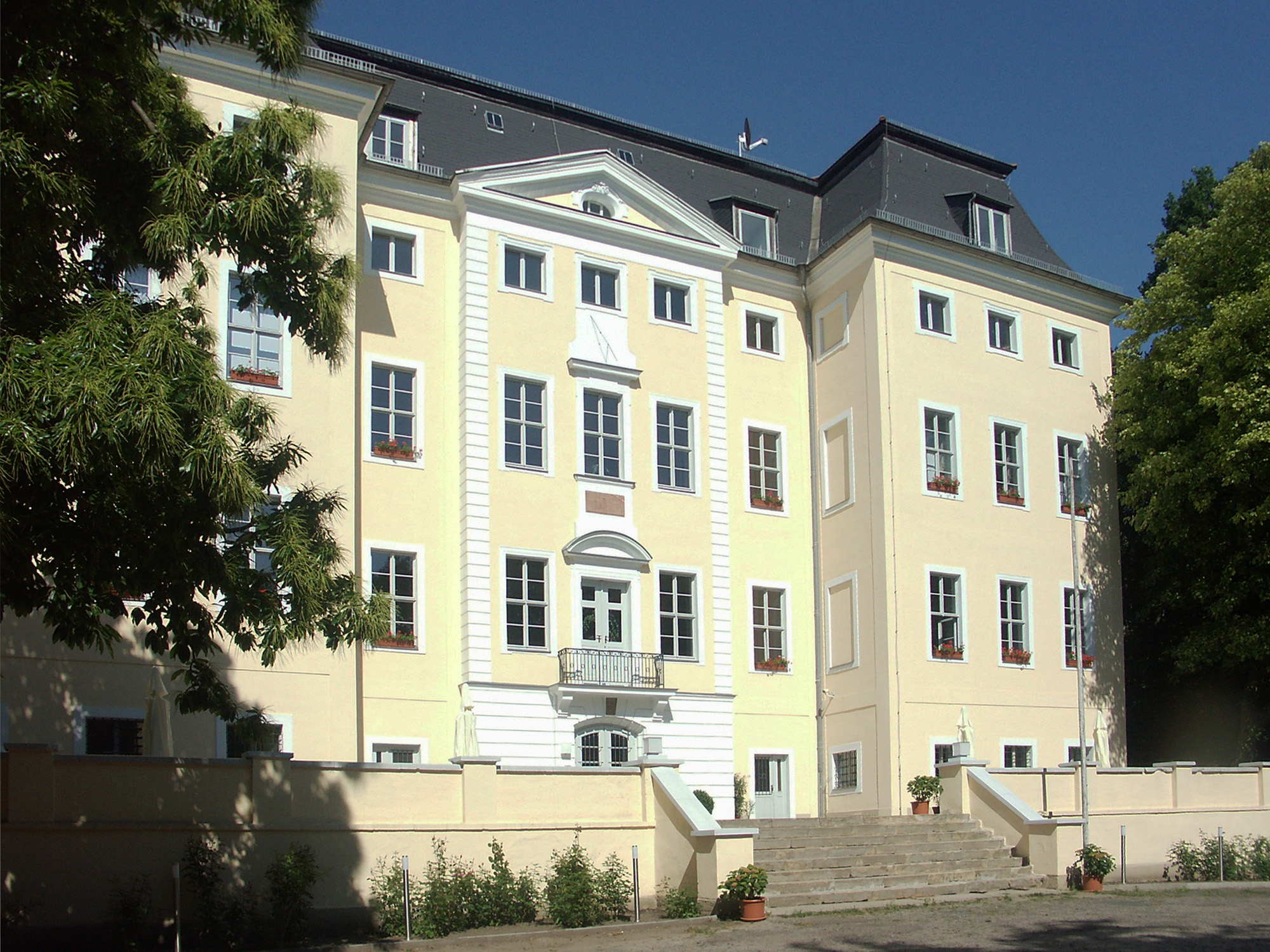
Schloss Knauthain
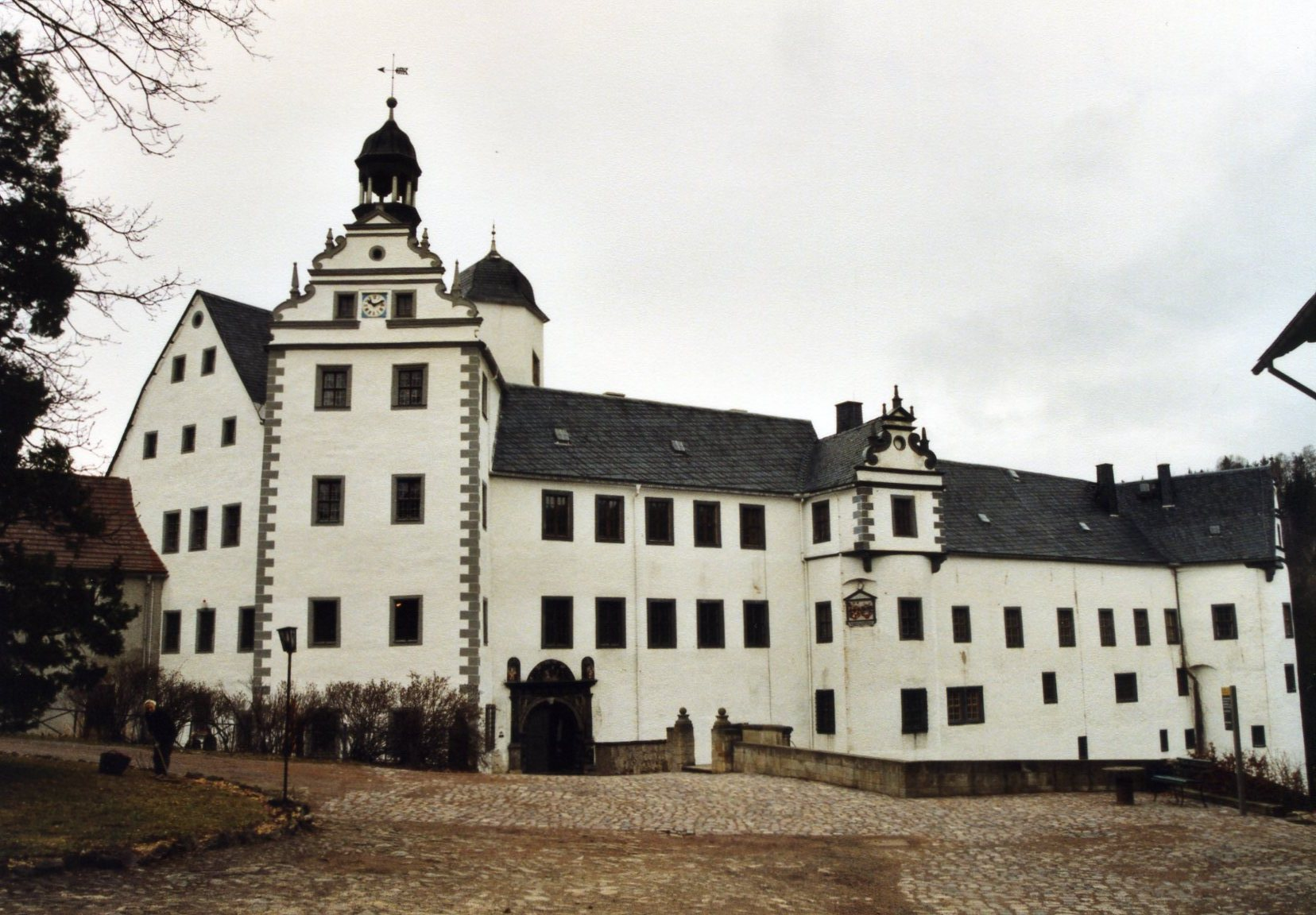
Schloss Lauenstein
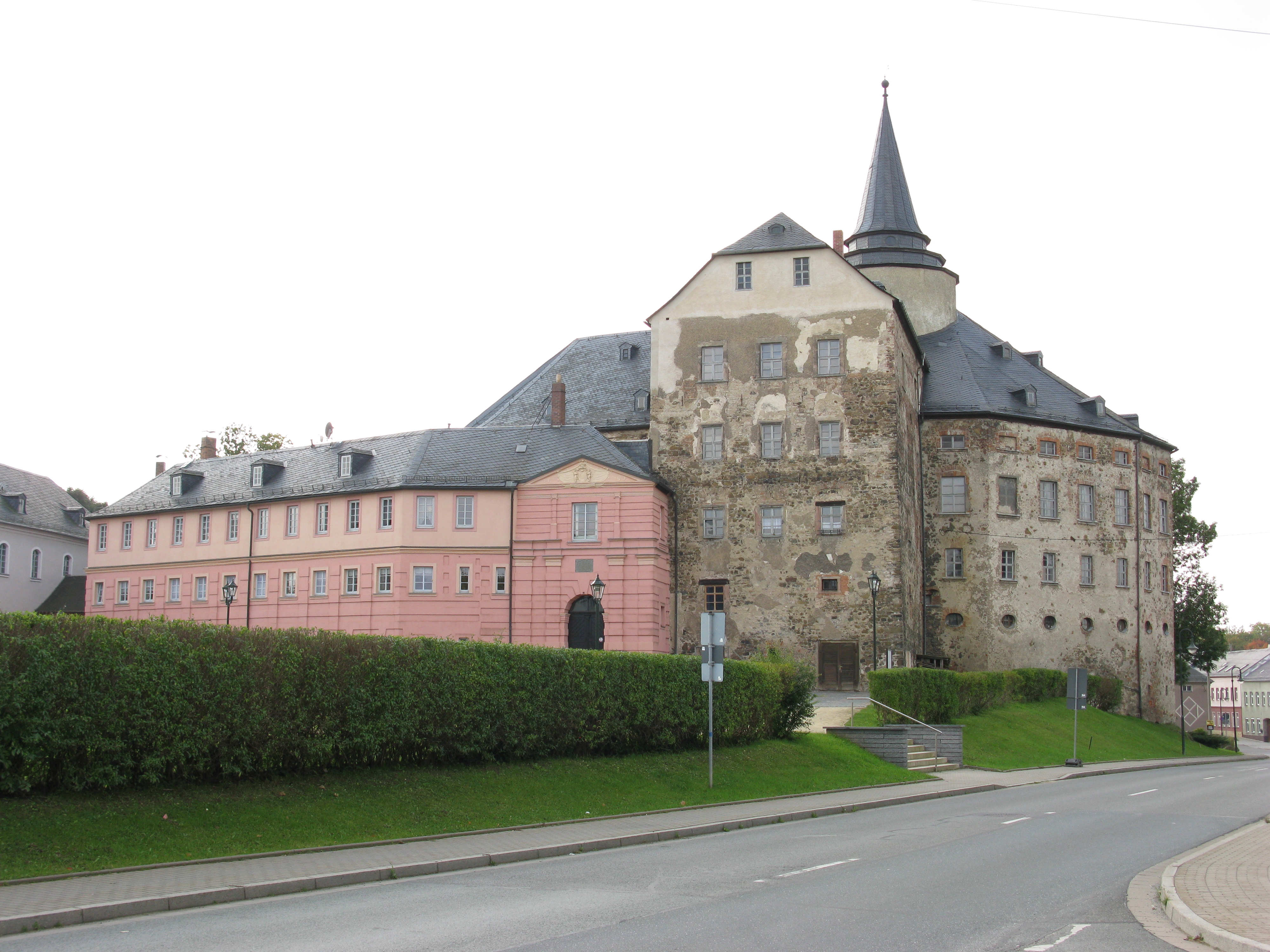
Burg Mühltroff
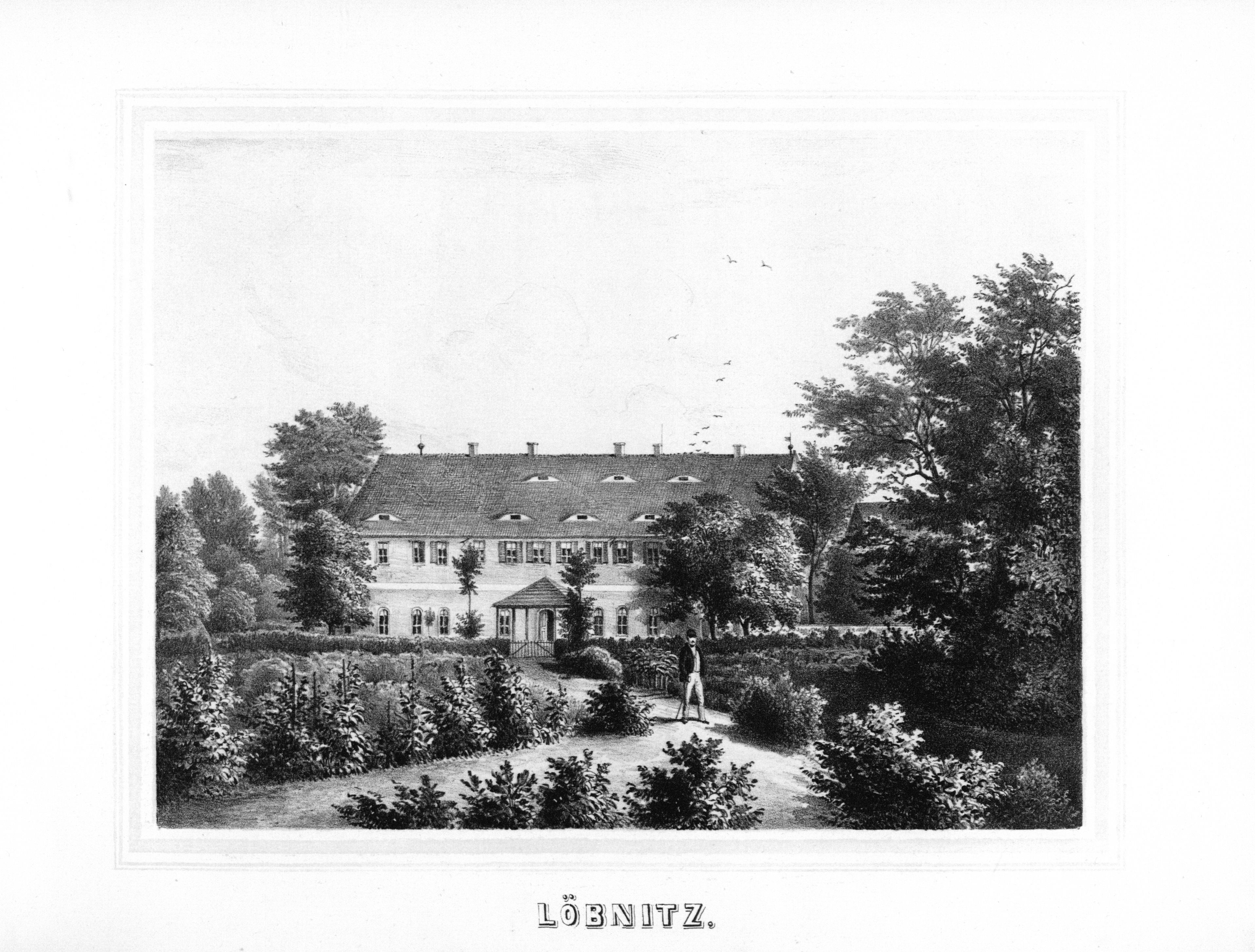
Rittergut Löbnitz

### Standeserhebungen
Die bereits erwähnten Standeserhebungen werden hier nicht mehr genannt.
Am 7. August 1790 zu Dresden erhielt das Gesamtgeschlecht von Kurfürst Friedrich August I. von Sachsen als Reichsvikar den Reichsgrafenstand.
Der Sohn und die künftigen männlichen Nachkommen von Karl Adolph Graf von Hohenthal, königlich-sächsischer Gesandter, und der Caroline Gräfin von Bergen (geb. von Berlepsch), erhielten am 15. Dezember 1854 eine königlich-sächsische Namens- und Wappenvereinigung mit denen der Grafen von Bergen, als Grafen von Hohenthal und Bergen.
Im Königreich Bayern wurde Adolf Graf von Hohenthal und Bergen auf Schloss Egg am 20. September 1885 bei der Grafenklasse der Adelsmatrikel eingetragen. Egg blieb von 1884 bis 1931 im Familienbesitz.
Das bayerische Schlossgut Maxlrain wurde von der Familie als Ausgleich für sächsische Besitzungen, die an die öffentliche Hand abgegeben werden mussten, in den 1930er Jahren erworben und ging zuletzt im Erbwege an die Prinzen Lobkowitz.

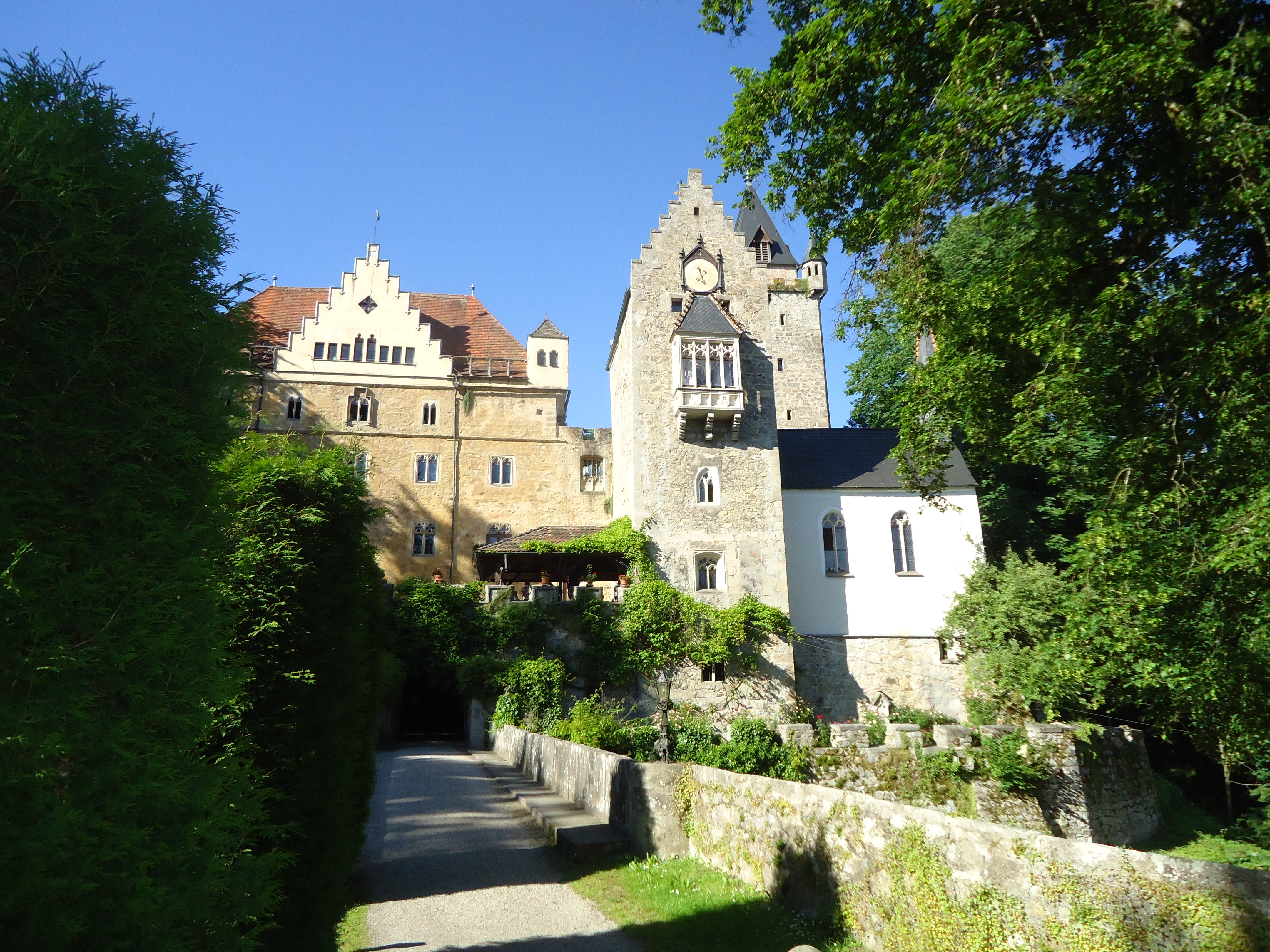
Schloss Egg, Niederbayern
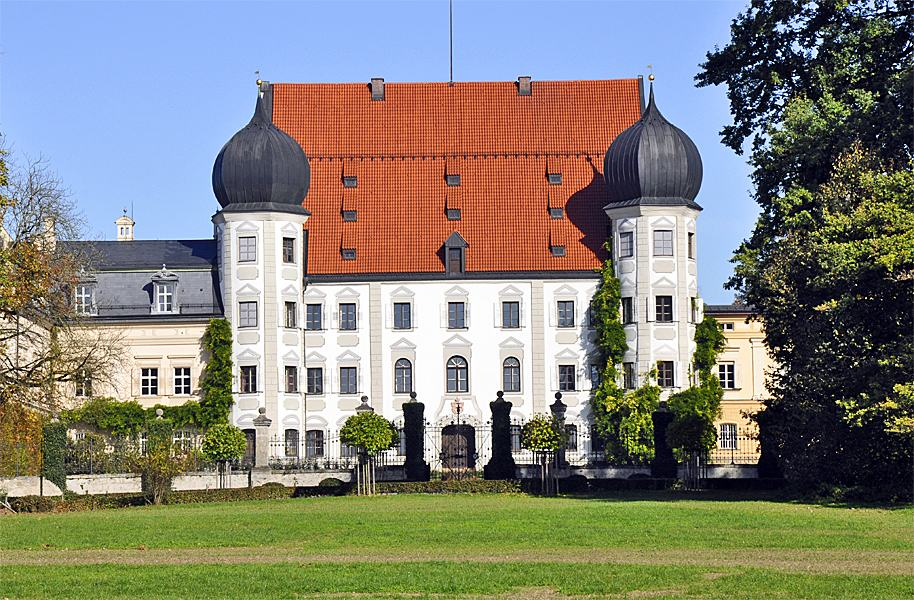
Schloss Maxlrain, Oberbayern

## Wappen

### Stammwappen
Das Stammwappen zeigt im von Gold und Blau gespalten Schild einen wachsenden Mann mit Stulphut in verwechselten Farben, in der Rechten drei gekreuzte hölzerne Pfeile mit eisernen Spitzen haltend. Auf dem Helm mit blau-goldenen Helmdecken der wachsende Mann zwischen offenem blauen Flug mit goldenen Schwungfedern.

### Gräfliches Wappen
Das gräfliche Wappen ist quadriert mit blauem Herzschild, darin ein goldener, rot gezungter Löwe. Im 1. und 4. von Gold und Blau gespalten Feld ein wachsender Mann bis an die Knie mit Stulphut, in der Rechten drei Pfeile haltend (Stammwappen). Im 2. und 3. von Schwarz und Gold quer geteilten Feld ein Adler in verwechselten Farben. Über dem Schild drei Helme mit Helmkronen, die ersten beiden mit blau-goldenen Helmdecken, der dritte mit schwarz-goldenen. Auf dem ersten wie beim Stammwappenhelm, auf drm mitzleren zwischen zwei blauen Hörnern, der Löwe des Herzschildes wachsend, auf dem linken der golden-schwarz quer geteilte Adler.

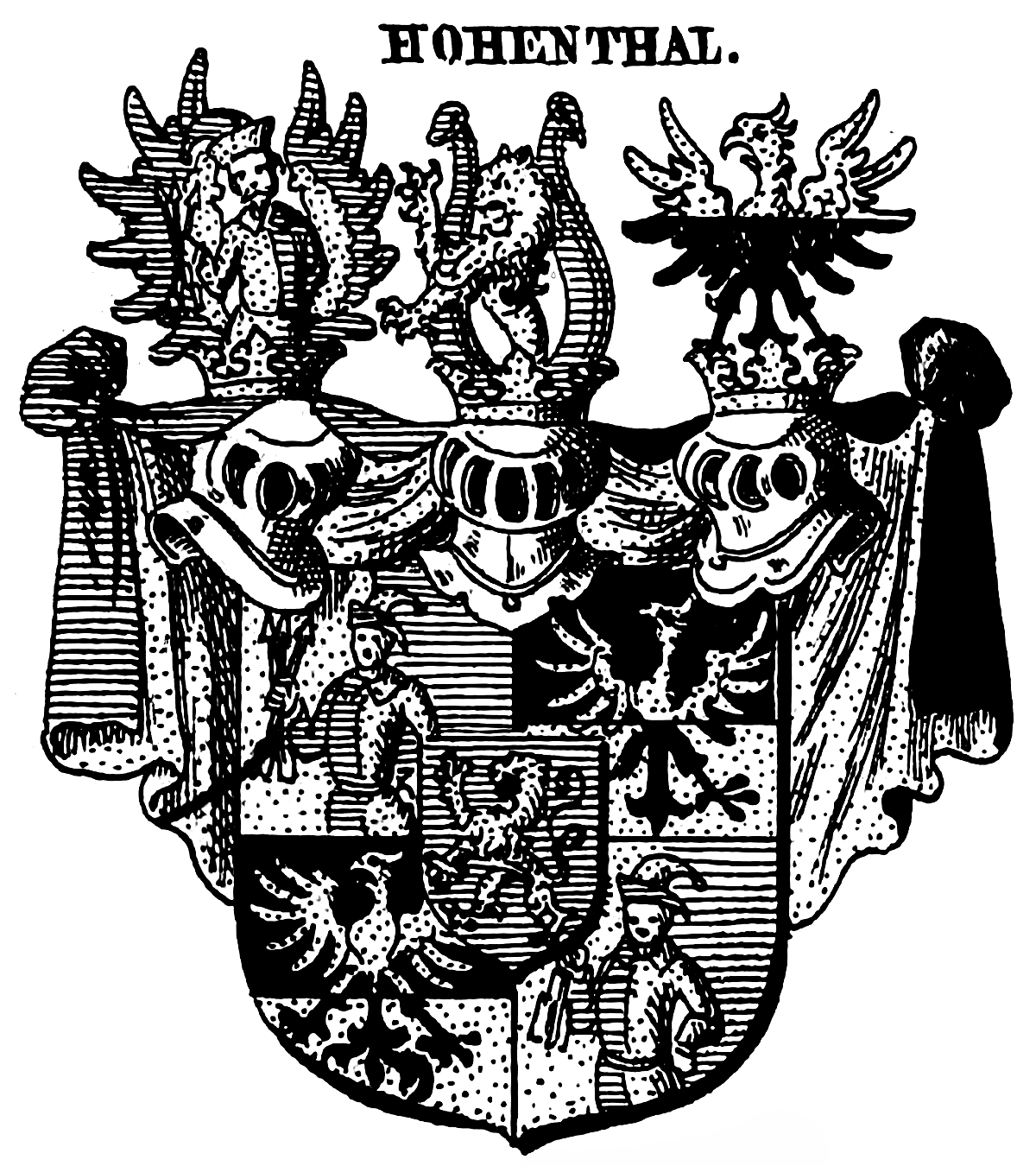
Wappen der Grafen von Hohenthal in Siebmachers Wappenbüchern
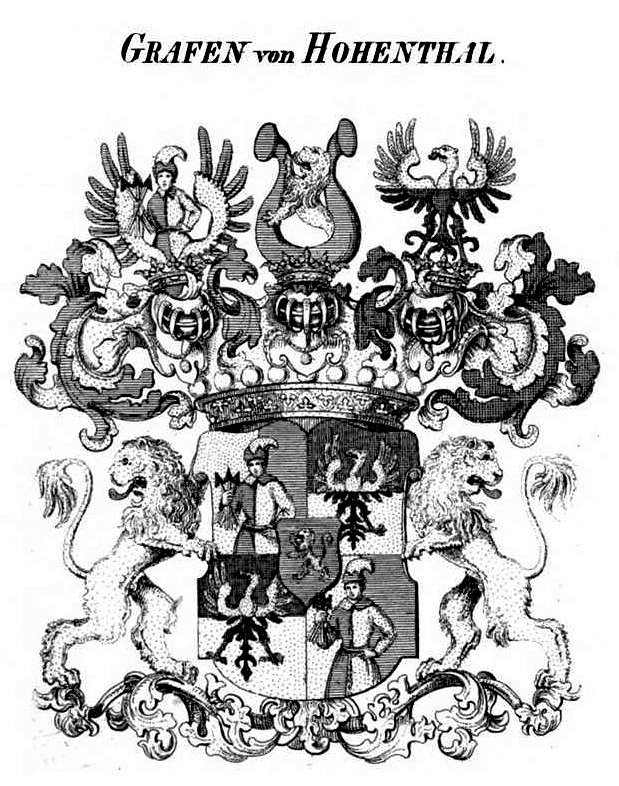
Wappen der Grafen von Hohenthal mit Schildhaltern im Tyroffschen Wappenbuch

## Namensträger

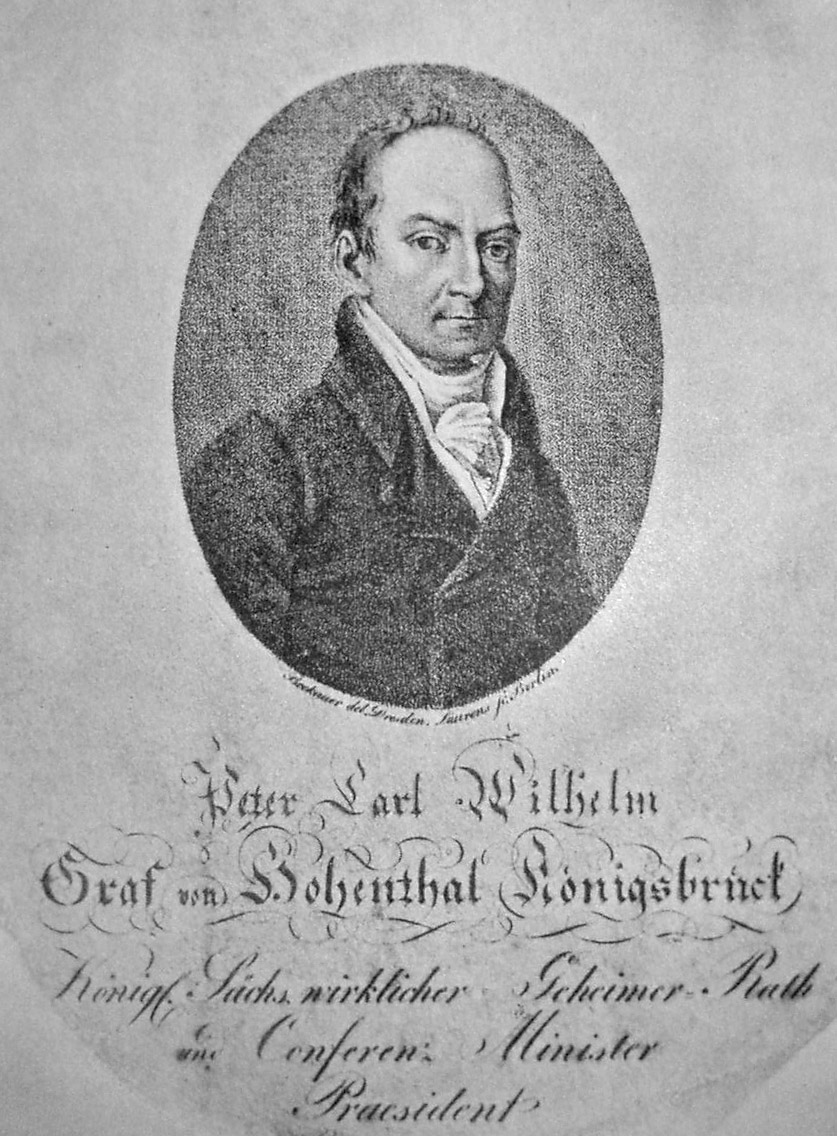
Peter Karl Wilhelm von Hohenthal (1754–1825)

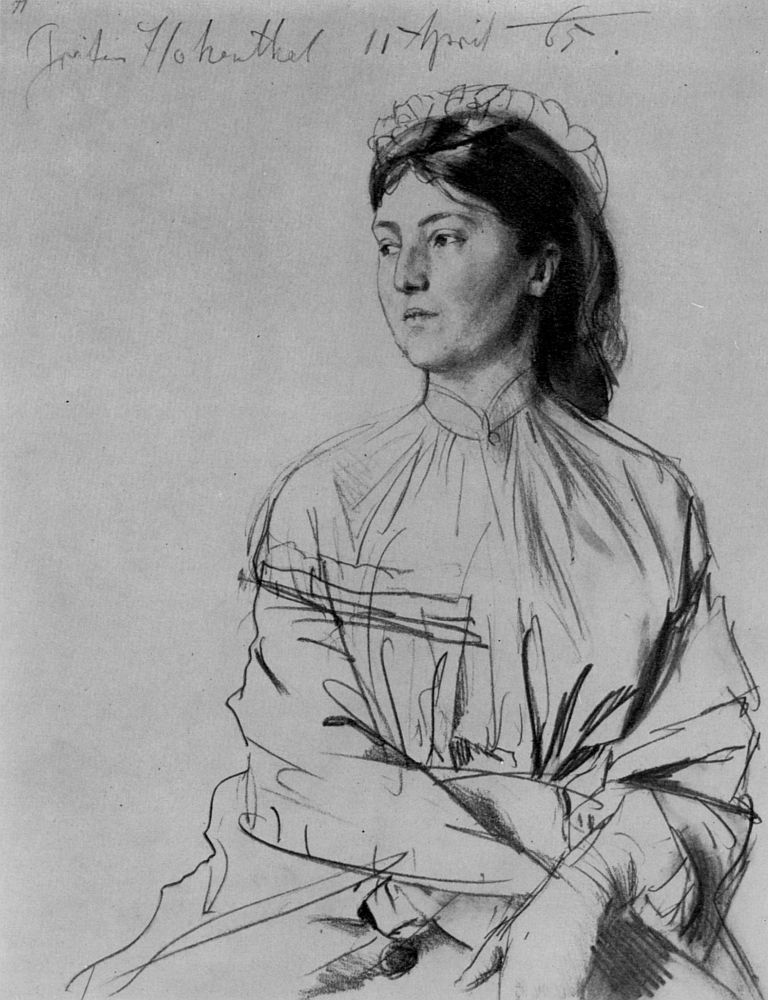
Walburga von Hohenthal
(1839–1929)

- Carl Graf Hohenthal (* 1955), deutscher Journalist
- Carl Ludwig August von Hohenthal (1769–1826), sächsischer Amtshauptmann und Besitzer mehrerer Rittergüter
- Charlotte Louise von Hohenthal, geborene Biron von Curland, (1808–1845), deutsche Philanthropin und Sozialreformerin
- Karl Adolf von Hohenthal (1811–1875), bekleidete sächsische Gesandtschaftsposten in München, Paris und Berlin
- Karl Friedrich Anton von Hohenthal (1803–1852), sächsischer Fideikommissherr und Mitglied der Ersten Kammer der Sächsischen Ständevertretung
- Moritz von Hohenthal (1840–1927), deutscher Rittergutsbesitzer und Mitglied des Preußischen Herrenhauses
- Peter von Hohenthal (1726–1794), kursächsischer Kreishauptmann
- Peter Alfred von Hohenthal (1806–1860), sächsischer Kammerherr und Mitglied der Ersten Kammer der Sächsischen Ständevertretung
- Peter Carl von Hohenthal (1784–1856), sächsischer Geheimer Finanzrat und Kreishauptmann, Administrator vom Kammergut Lohmen
- Peter Carl Wilhelm von Hohenthal (1754–1825), sächsischer Jurist und Minister
- Peter Friedrich von Hohenthal (1735–1819), kurfürstlich-sächsischer Konferenzminister
- Peter Wilhelm von Hohenthal (1799–1859), deutscher Jurist und Schriftsteller
- Walburga von Hohenthal (1839–1929), preußische Hofdame und Autorin
- Wilhelm von Hohenthal (1853–1909), sächsischer Innen- und Außenminister